# Punzón de chasis

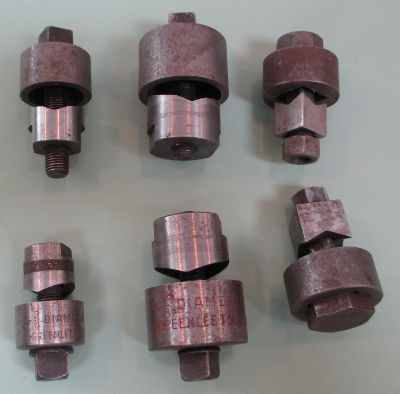
Punzones de chasis: diferentes tamaños redondos y cuadrados

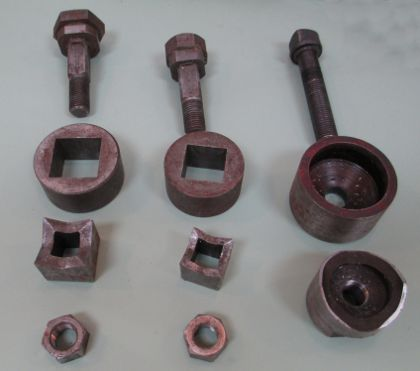
Punzones de chasis: diferentes tamaños redondos y cuadrados desmontados

En el trabajo del metal, un punzón de chasis o punzón de paneles, es una herramienta manual que se utiliza para hacer un agujero a través de una chapa . Es una herramienta muy sencilla que consta de un punzón, una matriz y un tornillo. Hay tres sistemas de accionamiento distintos: manual, trinquete e hidráulico.

## Funcionamiento
Primero se hace un agujero piloto algo mayor que el tornillo del punzón. A continuación, se coloca la matriz en el tornillo y el tornillo se inserta en el agujero piloto. A continuación, se enrosca el tornillo en el punzón y el tornillo se estrecha hasta que el punzón se quita completamente a través de la chapa.
El sistema manual utiliza un tornillo que tiene una cabeza hexagonal estándar o una cabeza cuadrada y se acciona con una clave allen o una clave inglesa. Un punzón manual puede hacer agujeros de 0,5 a 1,25 plg (1,3 a 3,2 cm). El sistema de trinquete tiene una clave de trinquete personalizada que utiliza un tornillo de bola para hacer el proceso más rápido y fácil. Este tipo de sistema tiene una ventaja mecánica de aproximadamente 220:1 y puede perforar hasta 3 plg (7,6 cm) agujeros. De diámetro en acero suave de calibre 10. Un sistema hidráulico es mucho más abultado y pesado que los otros sistemas, pero es el más fácil de utilizar y puede hacer agujeros hasta 6 plg (15,2 cm) de diámetro. Se trata de un sistema de dos piezas donde las matrices se unen al ariete que se conecta a la unidad hidráulica mediante una manguera flexible.

## Familias de tamaño y formas
Existen varios sistemas de tamaño para estos punzones. Los dos más comunes son los de tamaño para tamaños de eliminación eléctrica estándar y los que son para agujeros de dimensiones reales. Un punzón de tamaño de conducto de 3/4 de pulgada en realidad perfora un agujero de aproximadamente 1,1 pulgada de diámetro para un conducto de tamaño nominal de 3/4 de pulgada. Un punzón de tamaño dimensional hace un agujero muy cercano al tamaño indicado. Los juegos de punzones están disponibles tanto en medidas imperiales como métricas.
Los punzones de chasis están disponibles en una serie de formas, las redondas son las más habituales. Otras formas incluyen formas cuadradas, hexagonales y especiales para cosas tales como agujeros con pestañas clave y conectores D-sub.
Las formas especiales suelen utilizar tornillos cuadrados o una llave separada en el tornillo y en el extremo del punzón para garantizar la alineación de punzón y contrapunzón         